# Traquet commandeur
Myrmecocichla nigra
Espèce
Statut de conservation UICN

 LC  : Préoccupation mineure
Le Traquet commandeur (Myrmecocichla nigra) est une espèce de passereaux de la famille des Muscicapidae.

## Répartition
Cet oiseau se rencontre fréquemment en Afrique centrale et plus éparsement à travers toute l'Afrique subsaharienne.